# Eerste klasse schaken 1925/26
Het seizoen 1925/26 was het zesde seizoen van de Eerste klasse, de hoogste Nederlandse schaakcompetitie voor schaakverenigingen. Vijf clubs streden om het landskampioenschap, dat door de Amsterdamsche Schaakclub werd gewonnen. Voor ASC leverde dit de vijfde landstitel in zes jaar tijd op.

## Eindstand[1]
| # | Team    | MP | BP  | 1  | 2  | 3  | 4  | 5  |
| - | ------- | -- | --- | -- | -- | -- | -- | -- |
| 1 | ASC     | 7  | 23½ | -- | 7  | 6  | 5½ |    |
| 2 | NRSV    | 6  | 20  | 3  | -- | 6  |    | 5½ |
| 3 | Utrecht | 4  | 19½ | 4  | 4  | -- | 5½ | 6  |
| 4 | VAS     | 2  | 20½ | 4½ |    | 4½ | -- | 7  |
| 5 | DD      | 1  | 16½ |    | 4½ | 4  | 3  | -- |

### Legenda
|  | Landskampioen |

Eerste klasse

1920/21 · 1921/22 · 1922/23 · 1923/24 · 1924/25 · 1925/26 · 1926/27 · 1927/28 · 1928/29 · 1929/30 · 1930/31 · 1931/32 · 1932/33 · 1933/34 · 1934/35 · 1935/36 · 1936/37 · 1937/38 · 1938/39 · 1939/40 · 1940/41 · 1941/42
Hoofdklasse

1942/43 · 1943/44 · 1944/45 · 1945/46 · 1946/47 · 1947/48 · 
1948/49 · 1949/50 · 1950/51 · 1951/52 · 1952/53 · 1953/54 · 1954/55 · 1955/56 · 1956/57 · 1957/58 · 1958/59 · 1959/60 · 1960/61 · 1961/62 · 1962/63 · 1963/64 · 1964/65 · 1965/66 · 1966/67 · 1967/68 · 1968/69 · 1969/70 · 1970/71 · 1971/72 · 1972/73 · 1973/74 · 1974/75 · 1975/76 · 1976/77 · 1977/78 · 1978/79 · 1979/80 · 1980/81 · 1981/82 · 1982/83 · 1983/84 · 1984/85 · 1985/86 · 1986/87 · 1987/88 · 1988/89 · 1990/91 · 1991/92 · 1992/93 · 1993/94 · 1994/95 · 1995/96
Meesterklasse

1996/97 · 1997/98 · 1998/99 · 1999/00 · 2000/01 · 2001/02 · 2002/03 · 2003/04 · 2004/05 · 2005/06 · 2006/07 · 2007/08 · 2008/09 · 2009/10 · 2010/11 · 2011/12 · 2012/13 · 2013/14 · 2014/15 · 2015/16 · 2016/17 · 2017/18· 2018/19 · 2019/20 · 2020/21 · 2021/22 · 2022/23 · 2023/24 · 2024/25